# Chiesa di San Bartolomeo (Ortacesus)
La chiesa di San Bartolomeo è una chiesa campestre situata in territorio di Ortacesus, centro abitato della Sardegna meridionale. Consacrata al culto cattolico, fa parte della parrocchia di San Pietro, arcidiocesi di Cagliari.

La chiesa è ubicata a circa un chilometro dal paese. Risale al dodicesimo secolo e venne edificata sopra un antico tempio romano pagano. Secondo la tradizione era la chiesa principale degli ortacesini che lì avevano il villaggio, prima di spostarsi a causa della peste nel sito attuale.